# Автомагістраль D5 (Чехія)
Автомагістраль D5 (чеськ. Dálnice D5) — автомобільна дорога в Чехії. Пролягає від Праги через Пльзень до Німеччини. D5 становить 151 км довжиною; об’їзна дорога Пльзень включає 380-метровий Тунель Валік і 445-метровий міст через річку Углава. Ділянку між Прагою та Бероуном планується покращити до трьох смуг у кожному напрямку.

## Будівництво
Будівництво D5 почалося в 1976 році, а перший сегмент довжиною 5,8 км був відкритий в 1982 році. У 1985 році була відкрита ще одна частина Бероуна. 29 км із запланованих 150 км уже використовувалися в 1989 році від Праги до Баворине. Найбільша проблема була з об’їзною дорогою Пльзень, яка в 1988 році була запланована як північна дорога. У 1991 році його змінили на південний варіант, який передбачав використання глибокої виїмки через пагорб Валік. З цього почалися довгі дискусії та судові тяганини, які тривали до листопада 2001 року, після чого почалося будівництво об’їзної дороги, включно з тунелем під пагорбом Валік. Це була остання частина шосе, яка була побудована, оскільки решта від Плзеня до прикордонного переходу Розвадов - Вайдгаус вже використовувалася з 1997 року. Фінальну частину відкрили 6 жовтня 2006 року.

## Європейський маршрут
Від прикордонного переходу «Розвадов - Вайдхаус » він продовжується німецьким автобаном A6 на захід до кордону з Францією. D5 є частиною європейського маршруту E50. Вся D5 є чеською частиною "Віа Кароліна", автостради з Нюрнберга до Праги.

## Галерея

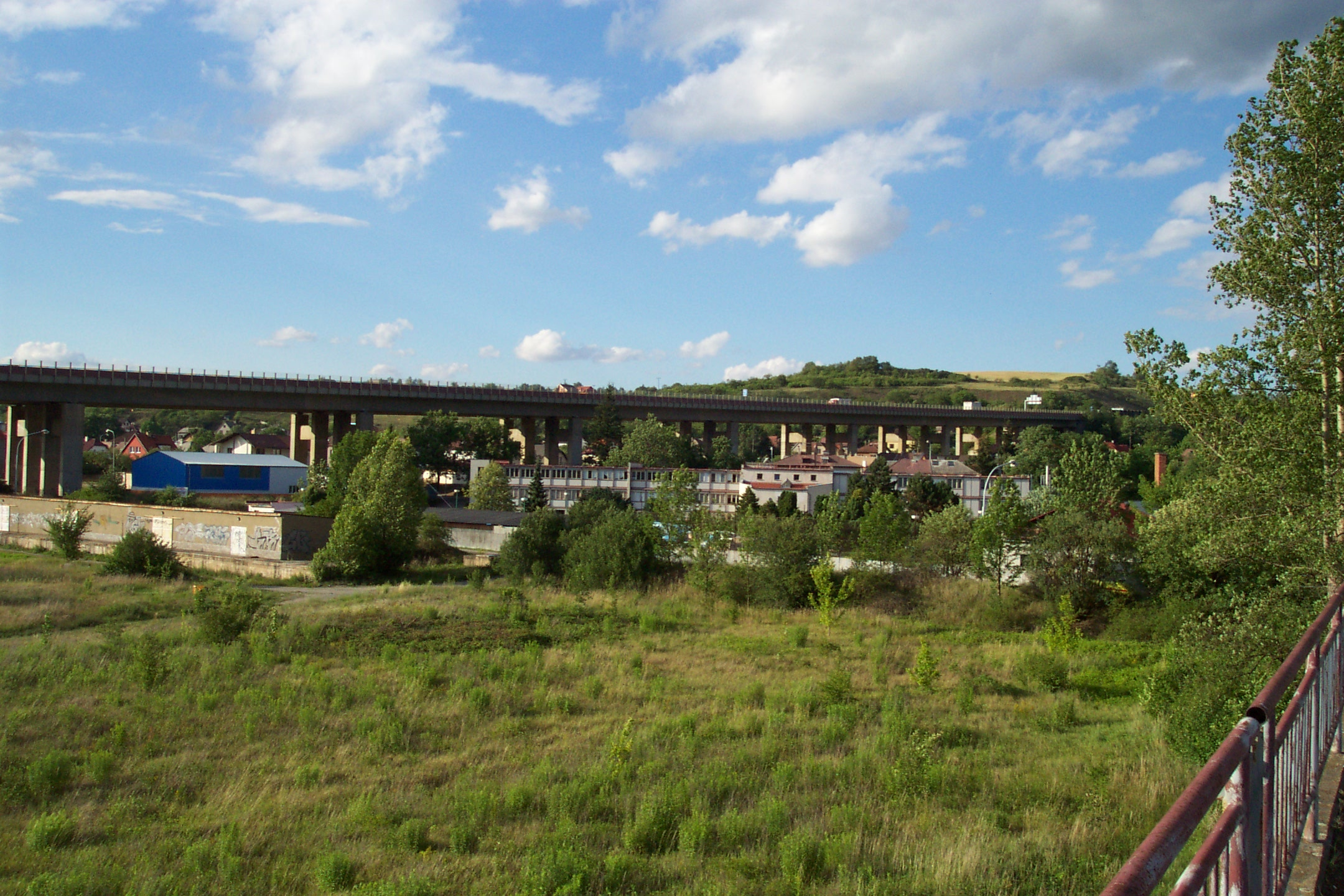
Міст через Бероун.
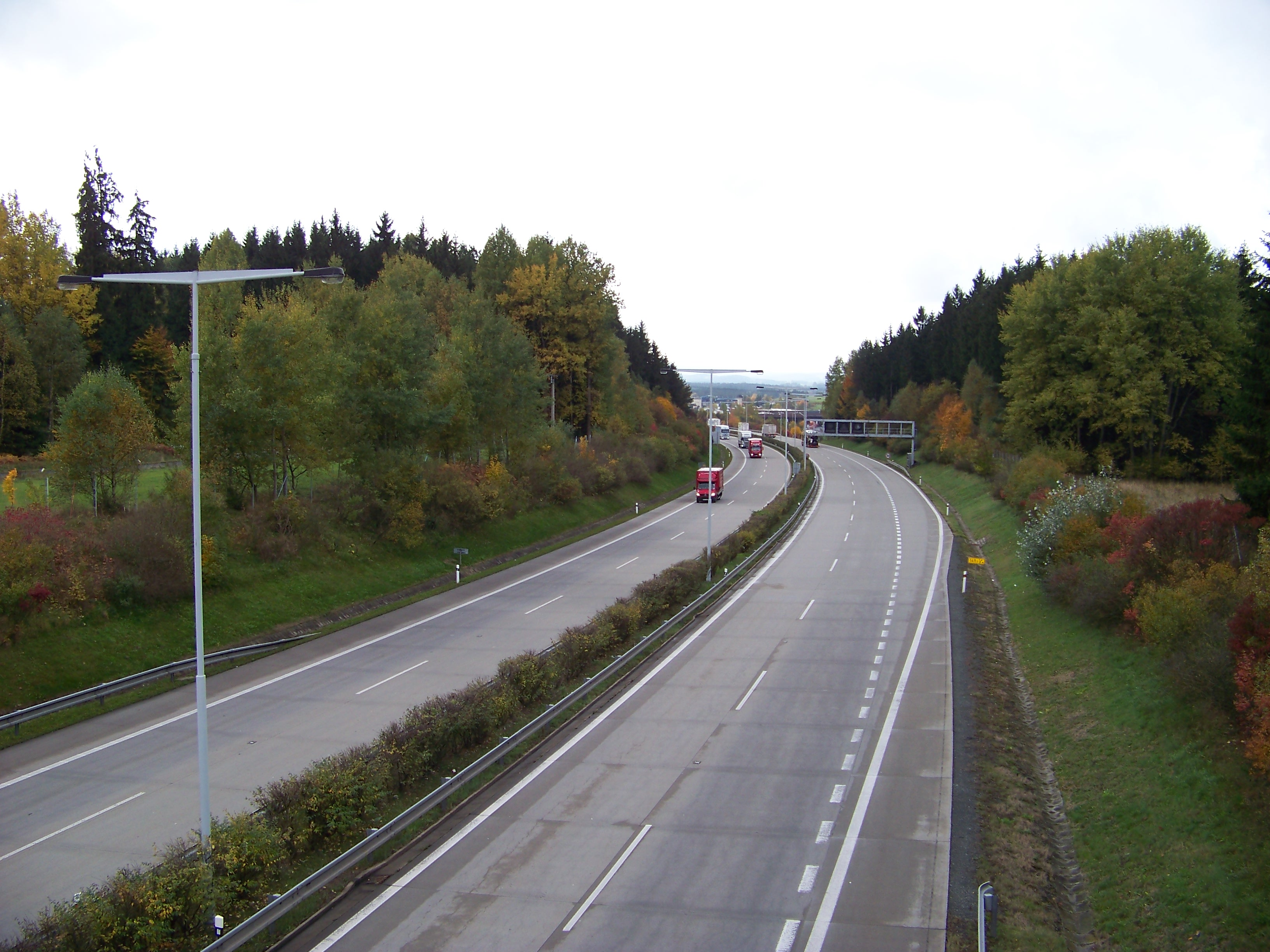
Поруч з Німеччиною.
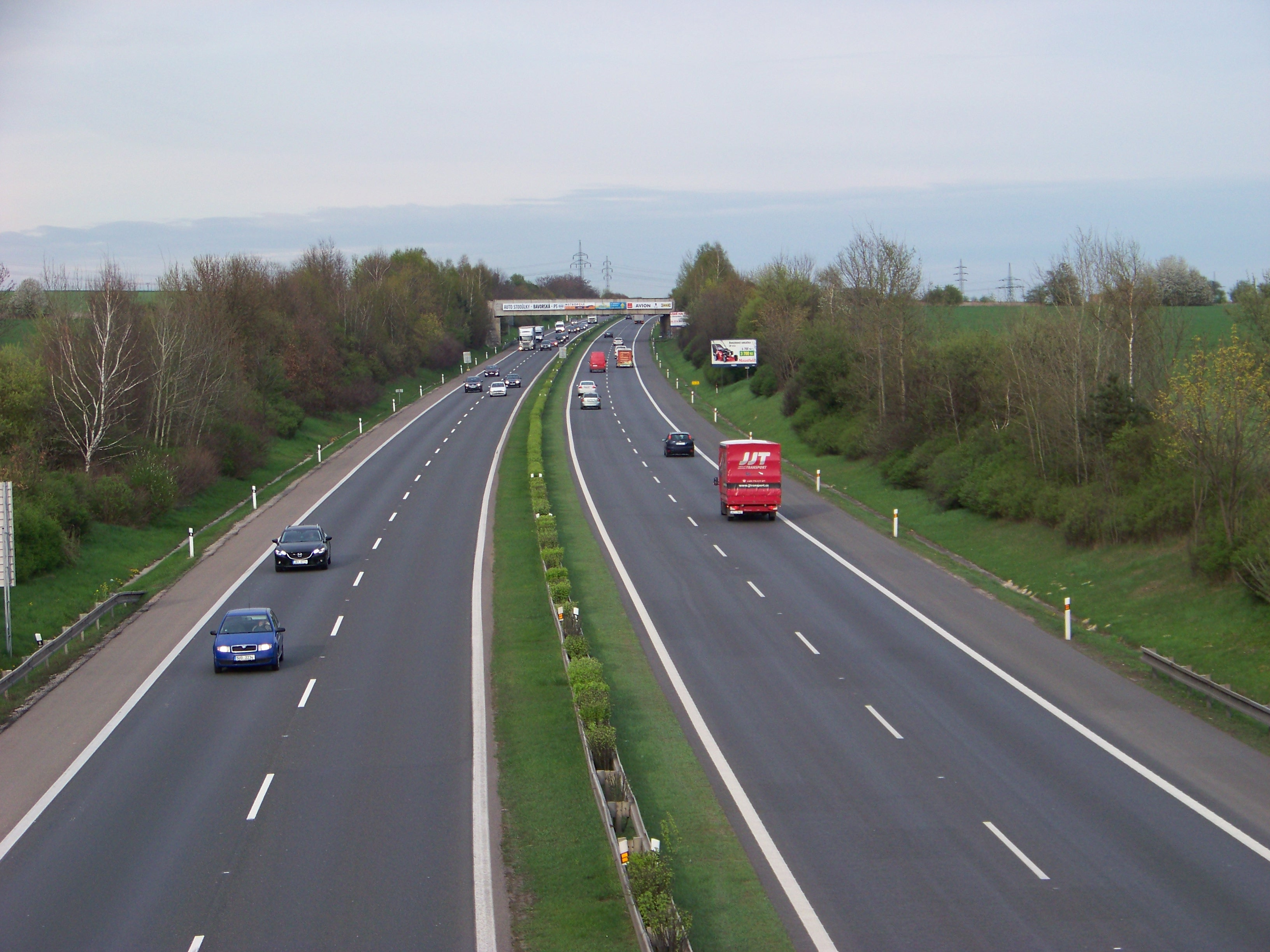
Біля Рудни.